# Biserica „Sfântul Arhanghel Mihail” din Șoldănești
Biserica „Sf. Arhanghel Mihail” este o biserică amplasată în Șoldănești, Republica Moldova. Este un monument arhitectural de importanță națională inclus în Registrul monumentelor Republicii Moldova ocrotite de stat cu nr. 2833 (raionul Șoldănești). Datează din 1879.